# Mesteralak
Névváltozatok: 

A mesteralakok megszerkesztésének helyes módja

tisztességi alak (Nagy Iván III. 414. l.), czimertani alak (Nagy Iván VIII. 285. l.), heroldalak (Bertényi új. m. címertan 23. l.)

de: Heroldsfigur, Ehrenstück, Heroldsbild, Heroldstück, en: honourable ordinary, ordinary, fr: pièce, pieces honorables, la: figurae honorabiles, cs: figura heroldská, heroldské znamení, pl: figura heraldyczna

Rövidítések
A mesteralakok a címerképek mellett a címereken előforduló címerábrák másik nagy csoportját képezik.
A mesteralak a címerpajzson, esetleg a sisakdíszen előforduló geometriai alakzat. Egyes szerzők szerint több mint tízezer mesteralak-típus létezik a heraldikában. A pajzson belüli szín-alakzat viszony, valamint az egyéb címerábrákkal való kölcsönhatás dönti el, hogy az osztóvonal(ak) által létrehozott geometriai alakzat (például a pólya és a vágás) mely esetben tekinthető mesteralaknak, és mely esetben tekinthető címermezőnek.

## A mesteralakok eredete
A mesteralak valószínűleg régebbi eredetű, mint a címerképek, és a hagyományos szemléletben a címerleírásnál elsőbbséget élveznek. Pszichológiai vizsgálatok szerint az emberek módosult tudatállapotban, transzban az emberek különféle geometriai alakzatokat hallucinálnak, leggyakrabban rácsokat. Ezeket a formákat már a 25 ezer éves barlangrajzokon is megfigyelték. Az első valódi címer is egy rácsozott (sakkozott) pajzs volt.
A német Heroldsfigur és a magyar mesteralak elnevezés arra utal, hogy a heroldok találmányának tekintették. A heroldok inkább csak a geometriai alakzatok szerkezeti elemeiben rejlő elméleti lehetőségeket derítették fel és ennek alapján fektették le a szerkezeti szemlélet alapjait, melyet végül Gatterer vitt tökélyre.
Az eredetükre vonatkozóan különféle elméletek vannak. A legnépszerűbb magyarázat szerint a pajzs díszített vázát képezték. Más vélemény szerint először a zászlókra tűztek fel ábrákat és vastag átlós vonalakat, melyek jól megkülönböztették annak viselőjét. Mivel a mesteralakok egyszerű mértani ábrák, azok elkészítésére bárki rajztudás nélkül is vállalkozhat, nem kellett tehát külön mesterembert megfizetni, ami némelyik szegényebb lovagnak komoly terhet jelenthetett. Idővel persze ezen ábrák is egyre bonyolultabbá váltak, és az már komoly szerkesztési feladatot jelent, hogy az ábra egyben esztétikus is legyen.
Noha pusztán geometriai alakzatokról van szó, melyekhez nem társítható semmilyen nyilvánvaló funkció vagy szimbolika, mégis a fő mesteralakok (en: ordinary) a kezdetektől alapvetően meghatározzák a nyugat-európai címerelméletet, melyhez a heroldok és az utókor igyekezett titkos jelentéseket társítani. Ezért volt elsőbbségük a címerleírásban is. (Amit az a praktikus felismerés is megerősít, hogy a fő mesteralaknak regulatív szerepe van, mert a pajzs többi címerábrája kénytelen ennek a geometriájához és pózához alkalmazkodni.) John Guillim szerint azért nevezik őket tisztességi alakoknak (Honourable Ordinaries), mert a címerviselők gyakran császároktól, királyoktól és hercegektől kapták azokat valamilyen múltbeli szolgálat fejében vagy egy jövőbeni tisztes erény reményében.

## A mesteralakok jellege
Általában csak azt a geometriai alakzatot tekintik mesteralaknak, melynek főtípusa érinti a pajzs szélét. Ezért a kereszteket a nyugat-európai heraldika általában a címerképek közé sorolja, ha lebegnek és mesteralaknak tekintik, ha érintik a pajzs szélét (azaz valódi geometriai alakzatok). A magyar heraldikában a mesteralakok lebegő változatát is a mesteralakok közé szokták sorolni.
A pajzson kívül, elsősorban a sisakdíszen önállóan nem ábrázolhatók, ezért mindig valamilyen alapra van szükségük (például ernyődeszkára, szárnyra stb).
A mesteralakokat mint regulatív funkcióval rendelkező alakzatok is definiálhatók. Geometriájuk megfelel a négy fő tagolási iránynak. Helyzetük a pajzson belül állandó. Előfordulhatnak többes számban is, kivéve azokat, melyek geometriája ezt nem teszi lehetővé (kereszt, haránt kereszt, pajzsfő, pajzstalp, ráma). Nemcsak egyenes, hanem mindenféle görbe vonallal meg lehetnek rajzolva és különféle (mellék-) címerábrákkal lehetnek díszítve, valamint különféle pózt vehetnek fel. Ezért az osztóvonal, a póz és a szám együttese a kisszámú tagolási lehetőségből is viszonylag nagyszámú mesteralak-változat létrehozását teszi lehetővé és újabb változatok létrehozására is mindig van lehetőség. A heroldok minden új változat számára külön nevet alkottak és meghatározták azok tulajdonságát, mint például a szélességét, helyzetét, alakját, számát, a megszerkesztés helyes módját, hogy távolról is felismerhető legyen stb.

## A mesteralakok rendszertana
Mivel a mesteralakok a négy osztóvonal (vízszintes, függőleges, jobbharánt és balharánt) által létrejövő geometriai alakzatok, a számuk viszonylag könnyen behatárolható, mert a pajzs tagolása nem történhet tetszőleges, azaz végtelen módon. A mesteralakok szerkezeti alapú rendszerezése nagyon régi hahgyományra tekinthet vissza a heraldikában. Már Prinsault, Guillim, Spener, Gatterer stb. is kísérletet tett a pajzstagolások szerkezeti alapú rendszerezésére. Azt mondhatjuk, hogy ezzel a kérdéssel szinte minden ismert heraldikus foglalkozott, hiszen a címereket ezen a módon lehet a legjobban rendszerezni.
A legegyszerűbb mesteralak az egyszínű tarpajzs. Ilyen kevés van, mert a pajzsot általában valamilyen osztóvonal részekre tagolja. Így a mesteralakok következő csoportja a pajzstagolás (fr: partition de l’écu), mely nagyrészt alap vagy mező funkcióban áll. A legfontosabb pajzstagolások: a vágott, hasított, harántolt, balharántolt, négyelt és harántnégyelt pajzsok. (A pajzstagolás lehet kettőnél több színű is, a mesteralakoknál, például a pólyánál azonban a két szélső tagolás színének azonosnak kell lennie.) Végül a harmadik csoportba a tulajdonképpeni (vagy fő) mesteralakok sorolhatók, melyek mindig egy mezőben vagy alapon helyezkednek el. Ezek egyeztethetők a fő pajzstagolásokkal: pólya, cölöp, harántpólya, balharántpólya, kereszt, harántkereszt.
A régi német heraldikában megkülönböztettek pajzstagolást (Teilungsbilder, Sektionen) és tulajdonképpeni mesteralakokat (eigentliche Heroldsbilder). Az előbbi olyan geometriai alakzat, amikor a színek egyforma nagyságú teret foglalnak el a pajzsban (mezők), az utóbbinál viszont az egyik szín nagyobb teret foglal el, mint a másik és a kisebb (a mesteralak) úgy tűnik, mintha a nagyobb körülvenné (alap). Az élő heraldika kora után mindkét kategóriát egyszerűen csak mesteralaknak nevezték a német heraldikában.
(Ez a különbségtétel az axiomatikus heraldika szempontjából indokolt és új értelmet nyer, mert a szerkezeti elemek, azaz az egyszerű és osztott címerek közti kategorikus megkülönböztetés elvei és szabályai csak a pajzstagolásokra, nem a mesteralakokra alapozható. Egyszerűbben, a mesteralakok sohasem hoznak létre [fontos] szerkezeti alakzatokat [azaz osztott (vagy egyszerű) címereket] <különben nem mesteralakok, hanem pajzstagolások>, csak az olyan pajzstagolások teszik ezt, mint a vágás, a hasítás stb. – természetesen ezek is csak más szerkezeti elemekkel, címerábrákkal együtt.)
Ezenkívül a régi és egyes modern heraldikai rendszerekben a mesteralakokat első- és másod- (néha harmad-, sőt negyed-) osztályúakra is osztják. Az elsőosztályúak olyan fő mesteralakok (en: ordinaries), melyek helyzete domináns a pajzsban és meghatározzák a további mesteralakok és egyéb címerképek helyzetét (nagyságát, számát, geometriáját stb.). Ezen mellék-mesteralakokat (és címerképeket) másodosztályúaknak vagy tartozékoknak (fr: meubles) nevezik. A mesteralakokat Spener is elsőosztályúakra (pajzsfő, pólya, cölöp, harántpólya, szarufa, kereszt, ráma, szabad telek stb.) és másodosztályúakra osztotta, melyek az első osztályúak diminutívái és egyéb mellék-mesteralakok.

### A mesteralakok klasszifikációja az angol heraldikában
- fő mesteralakok (ordinaries)
- diminutívák (diminutives)
- mellék-mesteralakok (sub-ordinaries)

Az angol heraldikában megkülönböztetnek (fő) mesteralakok (en: honourable ordinaries, fr: pièces honorables) és mellék-mesteralakokat (en: sub-ordinaries, fr: subordonnés, rajoutés). A (fő) mesteralakok (ordinaries) a legrégibbek a heraldikában, általában érintik a pajzs szélét, a pajzs központi helyét foglalják el, ezért a pajzs többi címerképének póza is az ő geometriájukhoz alkalmazkodik. Ezek tehát elég szélesek ahhoz, hogy más mellék-címerábrákkal lehessenek díszítve. A címerleírásban is ezeket említik először (kivéve a pajzsfőt).
Az angol heraldikában (fő) mesteralaknak (honourable ordinary) csak kilencet tekintenek, de ezek nincsenek mindig egységesen meghatározva. Ide tartozik a pajzsfő (chief), kereszt (cross), cölöp (pale), harántkereszt (saltire), pólya (fess), ék (pile), szarufa (chevron), telek (quarter) és harántpólya (bend). Más felosztások szerint a pólya, a cölöp, a harántpólya, a balharántpólya (bend sinister), a kereszt, a harántkereszt, a szarufa, a villa (pall) és az ágas (pall reversed) tartozik ide.
Az angol heraldikában általában csak azokat tekintik (fő) mesteralaknak ([honourable] ordinary), melyek szélessége legalább a pajzs szélességének egyötödét kiteszi (a pajzs szélességének egyharmadáig). A mesteralakok ennél keskenyebb változatait diminutíváknak (diminutives) tekintik.
A mellék-mesteralakok (en: sub-ordinaries, fr: subordonnés, rajoutés) olyanok, melyek nem a (fő) mesteralakok diminutívái és nem foglalnak el vagy nem töltenek be központi helyet sem a pajzsban. Ide tartozik a ráma (en: bordure), belső ráma (orle), csat (fret), háromszög (gyron), pajzsoldal (flaunches), tornagallér (label).

### A mesteralakok klasszifikációja a francia heraldikában
Az angolhoz hasonló a mesteralakok francia klasszifikációja is. A legrégibbek és legegyszerűbbek neve heroldalak (honorables), míg a többit másodosztályúnak (de second ordre) vagy fő mesteralaknak (ordinaire) nevezik. Ez a felosztás azonban nem egységes, és az egyes szerzők különféleképpen értelmezik, akárcsak az angol heraldikában.
A szerkezetük szerint:
- fő mesteralakok vagy elsőosztályúak (pièces honorables ou «de premier ordre»)
- mellék-mesteralakok vagy másodosztályúak (pièces ordinaires ou «de second ordre»)
- mellék-címerábrák (meubles): stilizált címerábrák, melyek alkalmasak arra, hogy a pajzsot vagy más címerábrát díszítsenek

A francia heraldikában a fő mesteralakok (pièces honorables) olyanok, melyek tagolják a pajzsot: cölöp (pal), pólya (fasque), harántpólya (bande), balharántpólya (barre), kereszt (croix), harántkereszt (sautoir), szarufa (chevron), villa (pairle). Ezek elég szélesek ahhoz, hogy mellék-címerábrákkal (fr: meubles) legyenek díszítve, megtisztelve (honorées). Innen ered francia és angol nevük.
A másodosztályú mesteralakok (pièces du second ordre) közé tartozik a pajzsfő (chef), a pajzsoldal (flanc – jobb vagy bal: dextre ou sénestre), pajzstalp (champagne), ráma (bordure), telek (canton), szabad telek (franc quartier), kispajzs (écusson en cœur). A másodosztályú mesteralakokat fel lehet használni a pajzs tagolására és más címerábrákkal is lehetnek díszítve.
Ezeken kívül vannak még olyan kis (mellék-) címerábrák (fr: meubles), melyek az előbbi két csoportba tartozó mesteralakok vagy címerképek díszítésére szolgálnak. Általában nem érintik az alsó címerábra szélét.
A használatuk szerint:
- fő mesteralakok (pièces honorables): harántpólya (bande), balharántpólya (barre), ráma (bordure), pajzstalp (champagne), pajzsfő (chef), szarufa (chevron), kereszt (croix), pólya (fasce), kispajzs (écusson en cœur), szabad telek (franc-quartier), cölöp (pal), harántkereszt (sautoir)
- másodosztályú mesteralakok (pièces du second ordre): telek (canton), háromszög (giron), tornagallér (lambel), belső keret (orle), villa (pairle), süveg-ék (pile), saru-ék (pointe), belső keretfonál (trescheur) stb.
- harmadosztályú mesteralakok (pièces du troisième ordre): bizánci (besant), bizánci lepényes (besant-tourteau), darabok (billette), négyszög (carreau), rutapólya (fusée), ruta (losange), ablakruta (macle), fúrt ruta (ruste), lepényes (tourteau), lepényes bizánci (tourteau-besant) stb.
- diminutívák (pièces diminuées): lebegő cöveg (bâton), fonalazott (burèle), fonál-pajzsfő (comble), harántfonál (cotice), csík (divise), fonálkereszt (filet), lebegő harántkereszt (flanchis), fonál-pajzstalp (plaine), hármas fonál (tierce), karó (vergette) stb.
- mellék-címerábrák (meubles): stilizált címerábrák, melyeket alakjuk alkalmassá tesz arra, hogy a pajzsot vagy egy másik címerábrát díszítsenek.